# 周維新 (濟源人)
周維新（1588年2月7日—？年），號顯善，河南河南府濟源縣人，明朝政治人物。

## 生平
萬曆三十七年（1609年）己酉科鄉試第69名舉人，萬曆四十七年（1619年）己未科禮一房會試中式第311名，殿試三甲225名進士，戶部觀政，萬曆四十八年庚申授山西襄垣縣知縣。
天啟三年癸亥補長子縣，四年甲子科本省同考。
崇禎元年戊辰授廣東道御史，本年終養。